# Palazzo ISVEIMER
Il Palazzo ISVEIMER è un moderno edificio di Napoli, ubicato in Via Giulio Cesare Cortese, presso la chiesa di Portosalvo. Il palazzo è la sede della Segreteria del Dipartimento di Studi Umanistici dell'Università degli Studi di Napoli Federico II.

## Storia
Il palazzo fu voluto dalla società ISVEIMER nella zona interessata al piano particolareggiato di via Marina redatto da Luigi Cosenza. Il fabbricato fu progettato tra il 1969-1970 e il 1972 dall'architetto Luigi Moretti. In seguito è stato acquistato dall'Università degli Studi di Napoli Federico II e colloquialmente noto come Palazzo degli Uffici.
La struttura occupa un isolato quadrangolare racchiuso tra via De Gasperi, via dei Chiavettieri e via Giulio Cesare Cortese, mentre il quarto lato confina con il fabbricato successivo attraverso una piccola stradina. La struttura è caratterizzata dalla presenza di una pensilina in calcestruzzo armato che racchiude, su via De Gasperi e via Cortese, il corpo di fabbrica.
Il corpo, il cui ingresso è in via Cortese, è formato da due parti distinte: una piastra, con piccola corte di altezza pari alla pensilina, e su di essa una struttura a torre. L'edificio è in calcestruzzo armato rivestito con pannelli prefabbricati leggeri e acciaio verniciato.